# شيرلوك في روسيا
شيرلوك في روسيا (بالروسية: Ше́рлок в России) هو مسلسل بوليسي روسي مبني على قصص آرثر كونان دويل عن المحقق الأسطوري شيرلوك هولمز. هذا هو التقديم الروسي الثالث للشخصية والأول الذي يقوم على نص أصلي. أُصدر المسلسل في أكتوبر 2020 على خدمة البث Start.ru.

## ملخص
يترك جاك السفاح وراءه سلسلة من الضحايا ويهرب من لندن إلى سانت بطرسبرج. يترك شيرلوك هولمز الدكتور واتسون المصاب بجروح بالغة في بريطانيا ويذهب لمطاردة القاتل المميت إلى سانت بطرسبرج.
في روسيا، يلتقي بالدكتور كارتسيف، الذي يستأجر منه غرفة معيشة. يبدأ الدكتور كارتسيف بمساعدته في حل الجرائم الغريبة والمربكة والمعقدة للغاية، ويضطر هولمز مرة أخرى إلى إقناع سلطات إنفاذ القانون بصحة أساليبه الاستنتاجية في التحقيق.

## طاقم التمثيل
- ماكسيم ماتفييف في دور شيرلوك هولمز[3]
- فلاديمير ميشوكوف في دور دكتور كارتسيف
- إيرينا ستارشينباوم في دور صوفيا كاساتكينا
- بافيل مايكوف في دور لافر ترودني، المقيم الجامعي، رئيس شرطة المباحث في سانت بطرسبرج، بديل المفتش ليستراد
- كونستانتين بوجومولوف في دور بيوتر زنامينسكي، اللواء، رئيس شرطة سانت بطرسبرج
- كونستانتين يوشكيفيتش في دور الدكتور باخميتيف، بديل للبروفيسور موريارتي
- يفجيني دياتلوف في دور كوبيلين
- كيريل جوردليف في دور كوشكو
- يفجيني سانيكوف في دور إيليا مويسيف
- يفجينيا ماندجيفا في دور أيجول فاليخانوفا، أمينة أرشيف متحف جامعة سانت بطرسبرج للتعدين
- أوكسانا بازيليفيتش بدور السيدة مانويلوفا، النموذج الأولي للسيدة هدسون
- فيودور فيدوتوف في دور أنطون سفيريدوف
- يفجيني رومانتسوف في دور كات
- فيودور بيسارينكو في دور فينيا كاساتكين، ابن صوفيا الصغير الصم والبكم
- فاليري كوخاريشين في دور ألبرت لودفيجوفيتش دريتسن
- أندريه فيسكوف في دور الدكتور جون واتسون
- أليكسي فدوفين في دور المفتش ليستراد

## الإنتاج
بدأ التصوير في سانت بطرسبرج في ربيع عام 2019. أخرج العمل نوربيك إيجن. وقد قام بالفعل بتصوير مسلسلات وأفلام مثل حجة غياب والإشارة السرية وغيرها من أعمال الدراما البوليسية على التلفزيون الروسي. عمل على السيناريو أوليج مالوفيتشينكو، أعماله السابقة كانت «الجليد»، «الطريقة»، «الجذب» وغيرها. المسلسل ليس اقتباسًا كاملًا لأعمال آرثر كونان دويل؛ فهو مبني على نص أصلي.
صرّح المنتج ألكسندر ريميزوف قائلًا: "تستند الحبكة إلى جرائم مثيرة وغامضة لم يكن شيرلوك ليصادفها في موطنه إنجلترا. سنعرض للمشاهد قصة مألوفة للجميع، ولكن من جانب آخر. إن توحيد الثقافات من خلال اقتباس قصة الرجل الإنجليزي في روسيا، والجرائم الجديدة، والحب، هي مكونات المشروع التي تُنشئ قصة جديدة - "شيرلوك في روسيا".